# Gulnar Azevedo e Silva
Gulnar Azevedo e Silva (29 de dezembro de 1953) é uma médica epidemiologista, professora e pesquisadora brasileira, cuja principal área de atuação é a epidemiologia das doenças crônicas, especialmente, o câncer. Ocupa o cargo de reitora da Universidade do Estado do Rio de Janeiro desde 2024.

## Trajetória
Natural do Rio de Janeiro, graduou-se pela Faculdade de Ciências Médicas da Universidade do Estado do Rio de Janeiro em 1978. Na mesma universidade, em 1991, concluiu mestrado em Saúde Coletiva. Em 1997, realizou doutorado em Medicina Preventiva na Universidade de São Paulo. Ingressou como professora do Departamento de Epidemiologia do Instituto de Medicina Social (IMS) em 2000 e, entre 2016 e 2020, foi diretora deste instituto. Elegeu-se reitora da Uerj para o quadriênio 2024-2027, tornando-se a segunda mulher a ocupar o posto. Participou da coordenação do Instituto Nacional do Câncer, entre 2003 e 2007, e foi presidente da Associação Brasileira de Saúde Coletiva (Abrasco), entre 2018 e 2021. Faz parte do Steering Comittee do Programa Concord da LSHTM.

## Prêmios
Em 2022, recebeu o Prêmio Carolina Bori "Ciência & Mulher", concedido pela Sociedade Brasileira para o Progresso da Ciência para cientistas brasileiras destacadas.

## Obras
- AZEVEDO E SILVA, G.; MALTA, D. C. (Org.); MOURA, L. (Org.); ROSA, R. S. (Org.). Vigilância das doenças crônicas não transmissíveis: prioridade da saúde pública no Século XXI. 1. ed. Rio de Janeiro: CEPESC, 2017. v. 500. 298p.
- AZEVEDO E SILVA, G.; NORONHA, C. P. (Org.); ALMEIDA, L. M. (Org.). A Situação do Câncer no Brasil. Rio de Janeiro: Ministério da Saúde / Instituto Nacional de Câncer, 2006. v. 20 000. 120p.
- LYRA, C. O.; AZEVEDO E SILVA, G.; SOUZA, I. C. Estado Nutricional em Escolares de Natal-RN. 1a. ed. Recife: Publicações Científicas IMIP,, 2002. 59p.
- AZEVEDO E SILVA, G. Câncer no Brasil: Dados dos Registros de Base Populacional. 1. ed. Rio de Janeiro: INCA/Pro-ONCO, 1991.